# His House in Order (1928)
His House in Order é um filme de drama mudo produzido no Reino Unido e lançado em 1928.